# エアアジア・ジャパン
エアアジア・ジャパン株式会社（AirAsia Japan）は、かつて愛知県常滑市の中部国際空港（セントレア）に本社を置いていた日本の格安航空会社（LCC）である。
2014年に設立されたもので、2011年から2013年にかけて同社名であった航空会社（後のバニラ・エア）とは別の法人である。新型コロナウイルスの感染拡大の影響などによる経営悪化のため、2020年11月17日に自己破産を申請し、2021年2月24日に東京地方裁判所から破産手続き開始決定を受けた。

## 概要
マレーシアの格安航空会社エアアジアは、2011年8月に全日本空輸（ANA）と提携し、2011年にエアアジア・ジャパンを設立、2012年8月に就航した。2013年に提携解消し、エアアジア・ジャパンはバニラ・エアへと社名変更して運航を継続していたが、2019年に同社はPeach Aviationに統合され運航を終了した。
エアアジアは提携解消後に日本への再進出計画を明らかにし、提携解消時点で4、5社と交渉していることを明らかにした。提携解消後の2013年8月にエアアジアCEOのトニー・フェルナンデスが、日本事業失敗の理由としてコスト構造・路線選択・経営者が間違えていたことが理由とし、エアアジア側に問題はないとした。日本再参入時には、船頭が複数になった経緯に鑑みて単独運営にこだわり、成田国際空港を拠点とした事業を行わないと明言した。
2014年2月14日に、ブルームバーグがCEOのフェルナンデスに行ったインタビューで、日本での事業提携先を絞り込んだことを明らかにした。同年3月14日、中部国際空港内に準備会社「AAJR株式会社」を設立。同年4月10日に、2015年をめどに新会社を設立することを発表。その一環として、茨城空港に調査チームを派遣することを明らかにした。同年5月1日に、準備会社の名称を「エアアジア・ジャパン株式会社」に変更した。東洋経済新報社の取材によると、楽天が大株主になり資本参加する方向で交渉が進んでおり、他にも日本企業が2、3社程度出資する可能性がある事が明らかになっている。
2014年7月1日に記者会見を行い、2015年夏ダイヤから2機で就航し、2015年中に4機体制化。2016年以降は毎年5機ずつ導入すると発表。株主はエアアジアが49%、楽天が18%、ノエビアホールディングスが9%、アルペンが5%、オクターヴ・ジャパン インフラストラクチャーファンドが19% をそれぞれ出資したと明らかにした。なお、航空法による外資規制（総議決権の3分の1以下）のため、エアアジアの持株の一部は議決権がない。日本の規制緩和による新規参入航空会社の中では春秋航空日本と共に、日本航空・全日本空輸の大手2社からの出資は受けていなかったが、春秋航空日本はのちに日本航空から出資を受け、2021年6月に日本航空が過半数超の株式を追加取得したことにより、日本航空グループの航空会社となった。
2015年7月21日、国土交通省に航空運送事業許可申請を行い、同年10月6日、航空輸送事業が許可された。
2017年10月17日、同年10月29日から就航することが発表され、10月29日に中部-新千歳間に就航した。
2020年10月5日、新型コロナウイルス感染症の流行拡大による経営悪化で事業継続を断念する意向を発表し、同月より全路線の運航を休止。12月5日をもって正式に廃止するとした。
2020年11月17日、東京地方裁判所に破産手続き開始を申請。2021年2月24日に東京地方裁判所から破産手続開始決定を受けた。信用調査機関の帝国データバンクと東京商工リサーチによると負債総額は約217億円。欠航した便の航空券の返金を受けられていない利用者が破産手続開始時点で約23000人おり、その額は5億円以上に上るという。
エアアジア・ジャパンの破産管財人は、株主に対して返金の支援を要請するとしていたが、債権者に分配する資産が乏しく、破産債権より優先して弁済すべきとされる破産手続き費用や公租公課の一部しか弁済が出来ない事から、東京地方裁判所は2022年4月7日、エアアジア・ジャパンに対して破産手続廃止決定を下した。これにより、欠航した便の航空券の返金は受けられない事になった。
エアアジア・ジャパンは2022年5月13日に法人格が消滅した。

## 沿革
- 2014年（平成26年）

エアアジア・ジャパンとバニラエアに関する動き（クリックで拡大）

  - 3月14日 : 中部国際空港内に準備会社「AAJR株式会社」を設立
  - 5月1日 : 準備会社の名称を「エアアジア・ジャパン株式会社」に変更
  - 7月1日 : 会社設立[3]
- 2015年（平成27年）
  - 1月 : 中部国際空港勤務の職員を40名程採用すると発表
  - 7月21日 : 国土交通省に、航空運送事業の認可を申請
  - 10月6日 : 国土交通省より、航空運送事業の許可を得る[3][26]
  - 12月1日 : 小田切義憲社長兼CEOが辞任、井手隆司が代表取締役会長、秦修が取締役CEOに就任[33]
- 2016年（平成28年）
  - 4月 : 就航予定であったが、延期された[26][34]
  - 7～8月頃 : 就航予定を再延期[35][36]
  - 10月頃 : 就航予定であったが、延期された[37]
- 2017年（平成29年）
  - 1月 : 2017年1月までの就航を目指していたが[38]、無期限の延期となった[39][40]
  - 3月 : 井手隆司が代表取締役を健康上の理由で辞任、秦修が代表取締役社長に就任[41]
  - 10月16日 : 名古屋/中部 - 札幌/新千歳 間の運航開始を発表[4]
  - 10月29日 : 名古屋/中部 - 札幌/新千歳線に就航[5]
  - 12月22日 : 谷本龍哉が代表取締役会長に就任、エアアジアグループ本社で経営戦略・広報担当部長を務めたジェニー・麻友子・若菜が代表権のない社長就任し秦修が退任[42]
- 2018年（平成30年）
  - 7月20日 : 名古屋/中部 - 札幌/新千歳線を1日3往復に増便[43][44]
- 2019年（平成31年/令和元年）
  - 2月1日 : 名古屋/中部 - 台北/桃園 間に就航[45]
  - 8月8日 : 名古屋/中部 - 仙台 間に就航[46]
- 2020年（令和2年）
  - 1月1日 : エアアジア・グループでエグゼクティブアドバイザーを務める会田純が代表取締役COO（最高執行責任者）に就任しジェニー・麻友子・若菜社長は退任
  - 4月9日 : 新型コロナウイルスの影響により、全便運休
  - 8月 : 当初、2020年4月25日に就航予定され延期されていた名古屋/中部 - 福岡 間に就航（1日）。他国内線も需要を見ながら順次再開予定[47]
  - 9月 : 10月から再度全便運休し、エアアジア・グループCEO（最高経営責任者）のトニー・フェルナンデスが日本での事業を見直す可能性を示唆していると報道[48][注釈 1]
  - 10月5日：12月5日に事業を廃止する旨発表
  - 11月17日：東京地方裁判所に破産法30条1項に基づく破産手続開始の申立てを行う[28]
- 2021年（令和3年）
  - 2月24日：東京地裁より破産手続開始決定を受ける[7][8][49]
- 2022年（令和4年）
  - 4月7日：東京地裁より破産手続廃止決定を受ける[30][31]
  - 5月13日：法人格消滅

## 経営破綻時点での保有機材
- エアバスA320-214型機 : 3機 （180/186席）[3]
  - 就航時には2機の導入であった[50]。機種はA320-216、エンジンはCFM56-5B6、シャークレット装備で客席は2号機まで180席、3号機以降は客室後部のギャレー（厨房設備）とラバトリー（化粧室）の配置を客室後部の進行方向左側（向かって右側）をラバトリー、右側をギャレーとして従来より狭い空間を活用見直し、エアバスの「スペース・フレックス」を採用した6席増の186席の仕様であった[51]。
  - 初号機であるJA01DJは2015年10月16日に中部国際空港に到着した。JA02DJは2016年2月受領予定であったが延期され5月5日に到着。JA03DJ - JA10DJまでは2016年1月に予約登録されている[52]。初就航後初めての追加機材となったJA03DJは2019年2月13日受領、2月24日に中部国際空港に到着した[53]。
  - 経営破綻後、順次リース会社に返却予定で、12月8日に一機が、残りの2機も2021年1月中に返却された[54]。
- エアバスA320-251N型機（A320neo） : 未定

| 機種     | 機体記号         | 登録日     | 製造番号 | 備考              |
| -------- | ---------------- | ---------- | -------- | ----------------- |
| A320-216 | JA01DJ           | 2015/10/16 | 6702     |                   |
| A320-216 | JA02DJ           | 2016/05/05 | 6972     |                   |
| A320-216 | JA03DJ           | 2019/02/13 | 8746     |                   |
| A320-216 | JA04DJ           |            | 9566     |                   |
| A320-216 | JA05DJ 〜 JA10DJ |            |          | 2016年1月予約登録 |

## 経営破綻時点での就航路線
設立当初より、中部国際空港から台湾桃園国際空港、のちに新千歳空港へと就航路線を広げていた。

### 国内線
- 名古屋/中部 - 札幌/新千歳
- 名古屋/中部 - 仙台 [46]
- 名古屋/中部 - 福岡

### 国際線
- 名古屋/中部 - 台北/桃園（1往復2便/日運航[45]）

### 就航計画
「札幌線の増便や国内線の新規路線に加え、中国や韓国への路線展開を検討していく」とし機材についても、2019年度に4機、2020年度に8機体制にする計画だった。新路線の優先度はグループ内シナジー効果を期待して国際線をもっと飛ばしたいとしていた。

### 破産申立について
2020年11月17日、東京地方裁判所に破産手続き開始の申し立てを行った。破産申立を負債額は217億円弱で、そのうち航空券の払戻の未払い直接予約だけで2万3400人で3億7000万円、旅行会社の取扱分で1億9400万円。
2022年4月7日に破産手続廃止決定を受けた事から、5億6400万円に上る航空券の払戻の未払いは受けられない事になった。

## 運賃種別
|                                              | 通常運賃  | バリューパック        | プレミアムフレックス |
| -------------------------------------------- | --------- | --------------------- | -------------------- |
| 価格 （中部～新千歳）                        | 4,190円～ | 5,990円～             | 9,190円～            |
| 受託手荷物                                   | 有料      | 20kgまで無料          | 20kgまで無料         |
| 機内食                                       | 有料      | スナックのみ無料      | 無料                 |
| 座席指定                                     | 有料      | ホットシート以外 無料 | 無料                 |
| 予約便変更                                   | 有料      | 有料                  | 2回まで無料          |
| 優先チェックイン 優先搭乗 受託手荷物優先受取 | なし      | なし                  | あり                 |

2017年10月 就航時

## サービス
（2017年10月 就航時）

### 座席
料金種別によって、座席指定は有料となる。ホットシート（42席）は優先搭乗できる。
| 名称         | 場所           | 料金    | 座席数 |
| ------------ | -------------- | ------- | ------ |
| ホットシート | 1列目          | 1,000円 | 6席    |
| ホットシート | 2列目～5列目   | 700円   | 24席   |
| 標準座席     | 6列目～8列目   | 600円   | 18席   |
| 標準座席     | 9列目～11列目  | 500円   | 18席   |
| ホットシート | 12列目～14列目 | 900円   | 12席   |
| 標準座席     | 15列目～18列目 | 450円   | 24席   |
| 標準座席     | 19列目～31列目 | 400円   | 78席   |

### 機内食
Santan（サンタン）というブランド名で機内販売され、事前予約が必要だった。マレー語でココナッツミルクの意味であり、ナシレマ、チキングリーンカレーなど、東南アジア風のメニューが用意されていた。他、きしボナーラ（名古屋風きしめんカルボナーラ）、菜飯田楽、手羽先唐揚げなど、愛知県にゆかりのある料理があった。

### 手荷物
機内持ち込み手荷物
- 2個、合計7kgまで無料[64]。大きさに規定があり、危険物は持ち込めない。

受託手荷物
- 運賃種別によって、受託手荷物は有料となる[65]。
- 事前予約の場合、1,200円(15kg以下)から。（座席種別によっては20kgまで無料）
- 搭乗当日、空港で支払う場合は2,900円(15kg以下)から。